# Денисов-Никольский, Юрий Иванович
Юрий Иванович Денисов-Никольский (15 мая 1932, Баку — 27 января 2018) — советский и российский учёный, специалист в области экспериментальной морфологии, академик РАМН (2000—2013), академик РАН (2013).

## Биография
Родился 15 мая 1932 года в Баку.
В 1956 году — окончил Военно-медицинскую академию имени С. М. Кирова, затем служил в войсках, после чего вернулся в академию адъюнктом кафедры анатомии человека.
Далее работал ассистентом кафедры нормальной анатомии Университета дружбы народов, ученым секретарем НИИ морфологии человека АМН СССР.
С 1970 года — работал заместителем директора и директором Научно-исследовательского и учебно-методического центра биомедицинских технологий Всероссийского НИИ лекарственных и ароматических растений (ВИЛАР), в последние годы — главным научным сотрудником.
В 1991 году — избран членом-корреспондентом АМН СССР.
В 2000 году — избран академиком РАМН.
В 2013 году — стал академиком Российской академии наук (в рамках присоединения РАМН и РАСХН к РАН).
Умер 27 января 2018 года. Похоронен в Москве на Донском кладбище.

## Научная деятельность
Специалист в области функциональной анатомии опорно-двигательного аппарата.
Основоположник современной экспериментальной морфологии, создатель школы остеологов, внес вклад в развитие ряда теоретических и прикладных проблем современной функциональной и возрастной морфологии костно-суставного аппарата, биомеханики, биоимплантологии и биоматериаловедения. Является руководителем нового направления «Репродукция клеток, тканей и биопротезирование».
С 1970 года участвовал в разработке одной из прикладных проблем анатомии, связанной с бальзамированием, что было использовано при проведении специальных работ и в России, и за рубежом.
Член редакционного совета журнала «Морфология», редакционной коллегии журнала «Технологии живых систем», заместитель главного редактора издания «Биомедицинские технологии».
Председатель проблемной комиссии «Репродукция клеток, тканей и биопротезирование» Научного совета по медицинской биотехнологии РАН.
Избирался Генеральным секретарем Международной ассоциации морфологов.

## Награды[4]
- Орден Трудового Красного Знамени (1986)
- Орден «Знак Почёта» (1973)
- Орден Дружбы народов (1976)
- Юбилейная медаль «40 лет Вооружённых Сил СССР» (1959)
- Медаль «За безупречную службу» III степени (1962)
- Медаль «Ветеран труда» (1984)
- Медаль «В память 850-летия Москвы» (1997)
- Заслуженный деятель науки Российской Федерации (1997)[5]
- Медаль Всероссийского общества анатомов, гистологов и эмбриологов

### Награды Вьетнама
- Орден труда I и II степеней (1999, 2004)
- Медаль Дружбы (1980)
- Медаль «За защиту здоровья народа» (1999)